# Xã Prairie, Quận Henry, Indiana
Xã Prairie (tiếng Anh: Prairie Township) là một xã thuộc quận Henry, tiểu bang Indiana, Hoa Kỳ. Năm 2010, dân số của xã này là 5.517 người.